# Родригес, Грегорио
Грего́рио Родри́гес (исп. Gregorio Rodríguez; род. в 1890-е годы — дата смерти неизвестна) — уругвайский футболист, действовавший на позиции полузащитника. В составе сборной Уругвая — чемпион Южной Америки 1917 года.

## Биография
Подробностей биографии Грегорио Родригеса крайне мало, особенно с учётом того, что, вероятно, на протяжении всей карьеры он играл за «Универсаль», который был расформирован в конце 1920-х годов. «Универсаль» стал выступать в уругвайской Примере с 1912 года, но достоверно известно о выступлениях Грегорио Родригеса за эту команду только с 1916 года. Именно в тот год полузащитник дебютировал за сборную Уругвая в матче против Аргентины. Товарищеская игра за «Приз Общества прессы», прошедшая 1 октября 1916 года на стадионе «Расинга» в Авельянеде, завершилась поражением Уругвая со счётом 2:7.
Наивысшего достижения с «Универсалем» в чемпионате Уругвая Родригес добился в 1919 году, заняв с «бело-зелёными» второе место и лишь на два очка отстав от чемпиона — «Насьоналя». Родригес продолжал играть за «Универсаль» как минимум до 1924 года, параллельно выступая за сборную Уругвая. Скорее всего, он уже не выступал за «Универсаль» в 1926 и 1927 годах (после объединения «официальной» и «дессидентской» лиг), поскольку эта команда дважды финишировала на последнем месте с крайне низкими спортивными результатами, и в итоге после 1927 года «Универсаль» был расформирован. Дальнейшая биография Грегорио Родригеса неизвестна.
Родригес провёл 12 матчей за сборную Уругвая, из них девять были товарищескими или же, как было принято в те времена, матчами за спонсорские трофеи — Кубок Липтона, Кубок Ньютона, «Приз Общества прессы», Кубок Чести Уругвая, Кубок Министерства иностранных дел Аргентины. Однако три игры Грегорио сыграл в рамках победного чемпионата Южной Америки 1917 года. В турнире участвовали четыре сборные, проведшие друг с другом по одной игре, поэтому Грегорио Родригес стал одним из тех, кто сыграл во всех встречах «селесте».

## Титулы
- Вице-чемпион Уругвая (1): 1919
- Обладатель Кубка Славы (1): 1920
- Чемпион Южной Америки (1): 1917
- Обладатель Кубка Ньютона (товарищеский турнир) (1): 1917